# Disko (wyspa)
Disko (grl. Qeqertarsuaq, duń. Disko Ø) – wyspa na Morzu Baffina u zachodnich wybrzeży Grenlandii, oddzielona od niej cieśniną Vaigåt i zatoką Disko Bugt (Qeqertarsuup Tunua). Powierzchnia wynosi 8600 km², wyspa jest górzysta (najwyższy szczyt ma 1919 m n.p.m.), występują lodowce. Klimat subpolarny. Obszary wolne od lodu (wybrzeża) zajmuje tundra.
Wyspa jest znana jako miejsce występowania w miejscowych bazaltach największych na Ziemi brył ziemskiego żelaza rodzimego, z których dwa rekordowe okazy ważyły 8 i 21 ton. Żelazo to eksploatowano w XIX w. Ludność wyspy zajmuje się rybołówstwem.

## Miejscowości
- Qeqertarsuaq (duń. Godhavn)
- Kangerluk (duń. Diskofjord)
- Qullissat (opuszczona w 1972)